# Соціальний капітал
Соціа́льний капіта́л — поняття, введене П'єром Бурдьє у статті «Форми капіталу» (1983) для позначення соціальних зв'язків, які можуть виступати ресурсом отримання вигод.
Джерела цієї ідеї можна знайти у А. де Токвіля, Георга Зіммеля, Еміля Дюркгайма і Макса Вебера. За Бурдьє, соціальний капітал є продуктом суспільного виробництва, матеріальної і тим самим класової практики, засобом досягнення групової солідарності. В такому розумінні соціальний капітал виступає не тільки і не стільки причиною економічних вигод, скільки проявом соціально-економічних умов та обставин, він є груповим ресурсом і не може бути виміряний на індивідуальному рівні.

## Підходи до визначення
Бурдьє визначає соціальний капітал як «ресурси, засновані на родинних відносинах і відносинах в групі» і підкреслює значення вигоди, «яка накопичується, завдяки членству в групі, є базисом можливих солідарностей».
У своїх роботах автор звертає увагу на динаміку соціального капіталу, його здатність до конвертації в інші форми капіталу — символічний, економічний, культурний.
Важливим переходом від якісного обговорення важливості соціальних норм до наочнішого вивчення стала книга політолога Роберта Патнема «Заставляючи демократію працювати: цивільні традиції в сучасній Італії» (1993) Порівнюючи результати реформи по децентралізації влади в Італії в 1960х роках, Патмен звернув увагу на те, що північні регіони, де люди більш соціально активні (за показниками явки на виборах, участі в асоціаціях, зацікавленості в місцевих справах), краще скористалися переданими повноваженнями, в "пасивних" південних, навпаки, якість управління впала. При цьому спостерігається чітка кореляція цивільної залученості з історією - досвідом незалежності і самоврядності в середні віки. З цієї миті число наукових статей, присвячених соціальному капіталу, неухильно зростає.
Інша концепція була запропонована Дж. Коулменом в статті "Соціальний капітал у виробництві людського капіталу" (1988). Займаючись процесами дифузії і впливу, соціологічним аналізом освіти і колективної дії, Коулмен засновував своє розуміння соціального капіталу на емпіричної традиції в американській соціології і теорії людського капіталу Гері Беккера. Соціальний капітал є суспільним благом, але створюється вільним і раціональним індивідом для досягнення власних вигод.
Джеймс Коулман розглядає соціальний капітал як потенціал взаємної довіри і взаємодопомоги, що виникає у відносинах між людьми: зобов'язання та очікування, обмін інформацією та соціальні норми. До форм соціального капіталу автор відносить ресурси: організаційні; мобілізаційні; соціальної згуртованості; соціальної взаємодопомоги.
Френсіс Фукуяма робить акцент на понятті «trust» - довірі, яку він розуміє як слідування членів суспільства якимось загальним фундаментальним нормам і очікування від них чесного, передбачуваного поведінки відповідно до цих норм. Відповідно, соціальний капітал автор визначає, як «... певний потенціал суспільства або його частини, що виникає як результат наявності довіри між його членами». Автор також звертає увагу на важливу роль сім'ї як джерела та ресурсу соціального капіталу.

## Структура
За Дж. Коулменом компонентів чотири: 
- соціальний контакт;
- набір соціальних норм;
- соціальних обмінів;
- базовий рівень довіри.

На думку Р. Патнама таких компонентів три:
- моральні принципи і норми;
- соціальні цінності;
- соціальна інфраструктура.

Ю. Савко виділяє наступні три найважливіших структурних компоненти:
- Соціальні відносини, завдяки яким індивіди можуть мати доступ до ресурсів їхніх партнерів по спілкуванню;
- Обсяг і якість доступних ресурсів партнера по спілкуванню;
- Відносини взаємності обміну.[5]

## Вимірювання
Через розмитість поняття соціальний капітал вимірюють абсолютно різними способами залежно від контексту. Найпопулярніші заходи соціального капіталу в міжрегіональних дослідженнях - це цінності (довіра, пошана до тих, що оточують, готовність допомагати, толерантність), членство в асоціаціях і клубах по інтересах(наприклад, профспілках), добродійність, волонтер розвиненість некомерційних організацій. Загальний підхід у виборі індикаторів будується з вужчого, економічнішого визначення соціального капіталу як сукупності загальних норм і цінностей, які дозволяють суспільству вирішувати проблему надання суспільного блага. 
Цікавим фактом є те, що хоч більший соціальний капітал в означає більшу схильність членів суспільства до співпраці, але немає кореляції між ним та колективізмом у певному суспільстві. Наприклад ряд європейських країн де населення є дуже індивідуалістичним мають значний соціальний капітал, а навпаки в багатьох країнах третього світу, де суспільства традиційно колективістські він украй малий.
Досі не сформована загальна методика досліджень соціального капіталу і його виміру. Це не може не відбиватися на якості досліджень, а також на їхній інтерпретації. 
Показники міжособистісної довіри (% респондентів, які вважають, що довіряють більшості людей)
| Країна          | EVS 1981 | EVS 1990 | EVS 1999*** |
| --------------- | -------- | -------- | ----------- |
| Австрія         | н/д      | 31,8     | 33,9        |
| Білорусь        | н/д      | 25,5     | 41,9        |
| Бельгія         | 29,2     | 33,5     | 30,7        |
| Болгарія        | н/д      | 30,4     | 26,9        |
| Хорватія        | н/д      | 25,1**   | 18,4        |
| Чехія           | н/д      | 27,4     | 23,9        |
| Данія           | 52,7     | 57,7     | 66,5        |
| Естонія         | н/д      | 27,6     | 22,8        |
| Фінляндія       | 57,2     | 62,7     | 58          |
| Франція         | 24,8     | 22,8     | 22,2        |
| Німеччина       | 32,3*    | 32,9     | 34,7        |
| Велика Британія | 43,1     | 43,7     | 29,7        |
| Греція          | н/д      | н/д      | 23,7        |
| Угорщина        | 33,6     | 24,6     | 21,8        |
| Ісландія        | 39,8     | 43,6     | 41,1        |
| Ірландія        | 41,1     | 47,4     | 35,8        |
| Італія          | 26,8     | 35,3     | 32,6        |
| Латвія          | н/д      | 19,1     | 17,1        |
| Литва           | н/д      | 30,8     | 24,9        |
| Нідерланди      | 44,8     | 53,5     | 59,8        |
| Норвегія        | 60,9     | 65,1     | 65,3**      |
| Польща          | н/д      | 31,8     | 18,9        |
| Португалія      | н/д      | 21,7     | 10          |
| Румунія         | н/д      | 16,1     | 10,1        |
| Росія           | н/д      | 37,5     | 23,7        |
| Словенія        | н/д      | 17,4     | 21,7        |
| Іспанія         | 35,1     | 34,2     | 36,2        |
| Швеція          | 56,7     | 66,1     | 66,3        |
| Швейцарія       | н/д      | 42,6     | 37,0**      |
| Туреччина       | н/д      | 10       | 15,7        |
| Україна         | н/д      | 31,0**   | 27,2        |
| Словаччина      | н/д      | 22       | 15,7        |

Примітки. WVS і EVS використовують однакове формулювання питання про міжособистісну довіру: "Загалом як ви вважаєте, ви
можете довіряти більшості людей або при відносинах з іншими людьми ніколи не можете бути повністю розкутими? "
(1 - довіряю більшості людей, 2 - ніколи не можеш бути повністю розкритим).
- - Дані Західної Німеччини,

- - - Дані WVS 1995

- -     - - Дані EVS 1999

н / д - нема даних .